# Interparliamentary EU Information Exchange
Interparliamentary EU Information Exchange (IPEX) is een digitaal platform voor de uitwisseling van informatie tussen nationale parlementen en het Europees Parlement en parlementen onderling over Europese voorstellen voor wet- en regelgeving, zoals vermeld in de bepalingen in het Verdrag van Lissabon. De rol van nationale parlementen wordt expliciet vermeld in het Protocol betreffende de rol van Nationale parlementen in de Europese Unie en in het Protocol betreffende de toepassing van de beginselen van subsidiariteit en evenredigheid.

## Geschiedenis en rol
IPEX is het resultaat van een aanbeveling gedaan door de Voorzitters van de parlementen van de lidstaten van de Europese Unie (Voorzittersconferentie) in Rome in het jaar 2000. Conform de Richtlijnen voor interparlementaire samenwerking, overeengekomen in Den Haag in 2004, vond de officiële lancering van de website IPEX plaats in juni 2006 tijdens de Voorzittersconferentie in Kopenhagen.
De website IPEX een van de grootste pilaren in de interparlementaire communicatie over Europese wet- en regelgeving en ondersteunt hiermee het werk van de Voorzittersconferentie, de bijeenkomsten van commissies voor Europese Zaken van de parlementen van de Europese Unie (COSAC), de bijeenkomsten van vakcommissies van de nationale parlementen en het Europees Parlement, de interparlementaire bijeenkomsten en de nationale vertegenwoordigingen van de nationale parlementen en in Brussel.
Het doel van IPEX is de mogelijkheden creëren zodat de parlementen van de Europese Unie nauwer samenwerken en hun aanpak van Europese zaken coördineren, terwijl deze interparlementaire samenwerking over Europese zaken tegelijkertijd toegankelijk wordt gemaakt voor de Europese burgers. In deze context biedt de website IPEX een meertalige navigatiestructuur aan. De basisdocumenten zoals richtlijnen en protocollen alsmede de standpunten van parlementen van de Europese Unie ten aanzien van Europese wet- en regelgeving worden de bezoeker aangeboden in het Engels, Frans en andere EU-talen.
Conform de IPEX-richtlijnen wordt IPEX gecontroleerd door de Raad van Bestuur. Ieder jaar wordt een nieuwe Raad van Bestuur benoemd door de Griffiers van de nationale parlementen en het Europees Parlement uit naam van de respectievelijke Voorzitters.
Het dagelijkse bestuur ligt bij de Central Support, de permanente IPEX-informatiespecialist en een netwerk van nationale IPEX-correspondenten. IPEX kan bijdragen ontvangen van alle nationale parlementen van de lidstaten van de Europese Unie, de Nationale Parlementen van de kandidaat-lidstaten en van het Europees Parlement. Om de interparlementaire samenwerking te bevorderen is IPEX toegankelijk voor de COSAC en het European Centre for Parliamentary Research & Documentation (ECPRD).

## Functionaliteiten
IPEX biedt de volgende mogelijkheden:
- Een overzicht van de stand van zaken in het debat in de nationale parlementen en het Europees Parlement met betrekking tot voorstellen voor Europese wetgeving afkomstig van de Europese instellingen, in het bijzonder de Europese Commissie
- Uitwisseling van informatie over wetgevingsvoorstellen tussen de nationale parlementen en het Europees Parlement, met bijzondere aandacht voor het subsidiariteitsbeginsel en het proportionaliteitsbeginsel
- Uitwisseling van informatie over raadplegingen van de Europese Commissie in het kader van de 'Informele Politieke Dialoog'(voorheen bekend als het 'Barroso Initiatief')
- Kalender met interparlementaire bijeenkomsten in het kader van interparlementaire samenwerking
- Links naar nationale parlementen en naar het Europees Parlement net als naar andere websites over interparlementaire samenwerking in het kader van de EU die bijvoorbeeld informatie bieden over interinstitutionele procedures in Europese aangelegenheden.